# 162P/Siding Spring
162P/Siding Spring (też: Siding Spring 2) – kometa krótkookresowa z rodziny komet Jowisza, obiekt NEO.

## Odkrycie
Kometę tę odkryto 10 listopada 2004 roku w ramach projektu Siding Spring Survey. Z początku odkrywcy byli przekonani, że zaobserwowali dużą asteroidę. Obiektowi nadano oznaczenie charakterystyczne dla planetoid 2004 TU 12. Dopiero 12 listopada dostrzeżono także warkocz, który był widoczny tylko kilka tygodni.

## Orbita komety i właściwości fizyczne
Orbita komety 162P/Siding Spring ma kształt elipsy o mimośrodzie 0,6. Jej peryhelium znajduje się w odległości 1,23 j.a., aphelium zaś 4,87 j.a. od Słońca. Jej okres obiegu wokół Słońca wynosi 5,32 roku, nachylenie do ekliptyki to wartość 27,84˚.
Średnica jądra tej komety to maks. kilka km.